# Fantani Touré
Pour les articles homonymes, voir Touré.
Fantani Touré, née le 30 mai 1964 à Bamako au Mali et morte le 3 décembre 2014 à Créteil, est une chanteuse et compositrice malienne.

## Biographie
Née à Bamako le 30 mai 1964, dans le quartier populaire de Bozola, quelques années après l’indépendance, elle monte en scène dès l'âge de sept ans comme danseuse, chanteuse et comédienne de théâtre.
Dans les années 1990, grâce à Salif Keïta qui produit son premier album N'tin Naari, elle acquiert une notoriété internationale. Depuis, elle a produit une demi-douzaine de disques, et collaboré avec Toumani Diabaté et Ali Farka Touré,. Elle est mariée au comédien et écrivain Habib Dembélé..
Elle a composé de nombreuses musiques de films, en particulier Sia, le rêve du python du cinéaste burkinabè Dani Kouyaté et La Genèse du Malien Cheick Oumar Sissoko.
Elle s’engage aussi dans des projets de défense des droits de la femme, avec son festival Les Voix de Bamako, et l'association Kolomba (« Le grand puits », en bambara).
Elle meurt le 3 décembre 2014 à Paris.

## Distinctions
- Chevalier de l'Ordre national du Mali (2010)
- Prix Unesco de l'éducation pour la paix (2011)

## Reconnaissance
- Une rue est nommée à Aubervilliers pour honorer son talent, son combat et son engagement[7].

## Discographie
- 1997 : N'tin Naari. Stern's STCD 1080
- 2000 : Bozola. (cassette ?)
- 2002 : Benkan. Seydoni Mali SMP 001
- 2003 : Soukabé Mali.
- 2007 : Awô.